# Tymbark (gemeente)

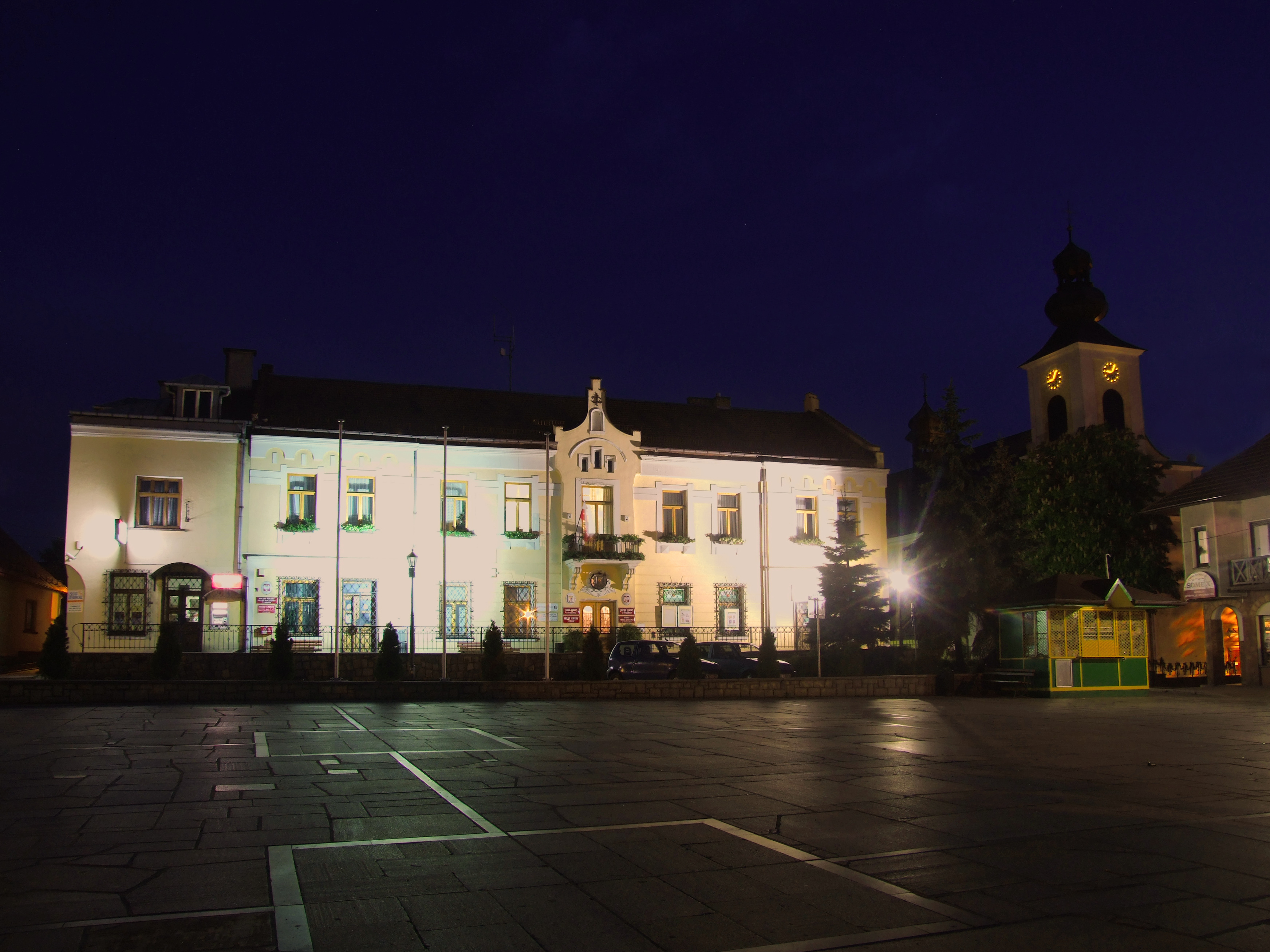
Gemeentehuis

De gemeente Tymbark is een landgemeente in het Poolse woiwodschap Klein-Polen, in powiat Limanowski.
De zetel van de gemeente is in Tymbark.
Op 30 juni 2004 telde de gemeente 6192 inwoners.

## Oppervlakte gegevens
In 2002 bedroeg de totale oppervlakte van gemeente Tymbark 32,7 km², waarvan:
- agrarisch gebied: 50%
- bossen: 42%

De gemeente beslaat 3,44% van de totale oppervlakte van de powiat.

## Demografie
Stand op 30 juni 2004:
| Omschrijving                   | Totaal | Totaal | Vrouwen | Vrouwen | Mannen | Mannen |
| ------------------------------ | ------ | ------ | ------- | ------- | ------ | ------ |
| eenheid                        | aantal | %      | aantal  | %       | aantal | %      |
| inwoners                       | 6192   | 100    | 3123    | 50,4    | 3069   | 49,6   |
| bevolkingsdichtheid (inw./km²) | 189,4  | 189,4  | 95,5    | 95,5    | 93,9   | 93,9   |

In 2002 bedroeg het gemiddelde inkomen per inwoner 1574,36 zł.

## Sołectwo
- Piekiełko 3.55 km²
- Podłopień 12.13 km²
- Tymbark (gemeentezetel) 8.77 km²
- Zamieście 4.77 km²
- Zawadka 3.40 km²

## Aangrenzende gemeenten
Dobra, Jodłownik, Limanowa, Limanowa (gemeente miejska), Słopnice